# Tosen
Tosen er en fjord i Bindal og Brønnøy kommune i Nordland fylke i Norge. Fjorden er en fortsættelse af Bindalsfjorden og går 32 kilometer mod nordøst til Tosbotn.
Fjorden har indløb mellem Storvardneset i nord og Hikkilsberget i syd like øst for øen Øksninga. Den første del af fjorden er uden vejforbindelse på begge sider og er forholdsvis urørt med bratte fjeldsider med højder på 400–500 moh. Lande med Tosen kapell ligger ca. 20 kilometer inde i fjorden på nordsiden. Herfra følger fylkesvej 76 nordsiden af fjorden ind til Tosbotn. Fjeldsidene er derimod højere der inde, omkring 600–700 meter, og på østsiden stiger Kallklavtinden op til 932 moh. Næsten inderst i fjorden ligger Tosbotnøya.